# Rijpsburg
Rijpsburg is een verlaten Nederlandse nederzetting op Spitsbergen op Kaap Boheman (Bohemanneset/Bohemanflya), aan het zuidelijke uiteinde van de Nordfjorden in de Isfjord, schuin tegenover Longyearbyen. Het werd in 1920 door de Rotterdamse Van der Eb en Dresselhuys' Scheepvaartmaatschappij uitgebouwd met prefabhutten voor het delven van steenkool. 12 Nederlandse stafleden en 52 Duitse mijnwerkers begonnen hier dat jaar met het delven van steenkool. De kustwateren waren hier echter erg ondiep, hetgeen de verscheping van de steenkool bemoeilijkte en in 1921 werd door het moederbedrijf Nederlandsche Spitsbergen Compagnie (Nespico) N.V. besloten tot het overhevelen van de activiteiten naar de mijn aan het Green Harbour-fjord, wat later Barentszburg werd genoemd. In de zomer van dat jaar werd Rijpsburg door de mijnwerkers verlaten en door een jager, in opdracht van Nespico, bewaakt. In 1932 werd het claimgebied van Bohemanflya, tezamen met dat van Barentszburg verkocht aan de Russen.
Momenteel rest alleen een oude hut uit 1900 en de fundamenten van de weggehaalde hutten. Ook staat er sinds 31 augustus 1920 nog een grote stenen piramide als monument voor koningin Wilhelmina.
In december 2011 is de naam Rijpsburg officieel erkend door de Noorse regering en is daarmee op officiële kaarten terechtgekomen. De nederzetting was vernoemd naar Jan Corneliszoon Rijp.